# Cole Huff
Cole Spencer Huff (Altadena, 28 marzo 1994) è un ex cestista statunitense.